# Silvestre de Balboa
Silvestre de Balboa Troya Quesada (Las Palmas de Gran Canaria, 30 de junio de 1563-Sta. María del Puerto del Príncipe, ca. 1644), fue un escritor canario considerado autor del primer texto literario de Cuba.

## Biografía
Muy pocos son los datos que de él se conocen, entre los que se puede contar el acta de bautismo donde consta su fecha de nacimiento y el nombre de sus padres: Rodrigo de Balboa y Úrsula de Troya. Hidalgo de la pequeña nobleza, llegó a Cuba, aún soltero, entre los años 1593 y 1603. Contrajo matrimonio con Catalina de la Coba, natural de la villa de Santa María del Puerto del Príncipe, actual ciudad de Camagüey.
En 1604 se encontraba en la ciudad de Bayamo, aunque ya en 1608 era vecino de Santa María del Puerto del Príncipe, donde fue confirmado como escribano del cabildo en julio de 1624.
Su obra Espejo de Paciencia se mantuvo oculta y sobrevivió al fuego que asoló a la villa en 1616. Fue encontrado en 1836 por José Antonio Echeverría, quien descubrió los manuscritos en pésimo estado en los archivos de la Sociedad Patriótica de La Habana, intercalados con otros documentos. El poema fue publicado sin ningún cambio en su versión original aunque solo por fragmentos dos años después de su hallazgo en 1838, en el periódico El Plantel y poco después fue publicado íntegramente por primera vez en la segunda edición de la Bibliografía Cubana de los siglos XVII y XVIII.

## Obra
Espejo de Paciencia se considera la primera obra literaria en Cuba, basada en un hecho histórico sobre la captura del obispo de la Isla de Cuba, Juan de las Cabezas Altamirano, a manos del corsario francés Gilberto Girón en 1604 en el puerto de Manzanillo, y su posterior rescate por parte de los habitantes de la villa comandados por Gregorio Ramos, y de cómo el corsario resultó muerto a manos del esclavo Salvador Golomon.
Balboa contaba con una preparación literaria bastante forjada y la obra denota la influencia de los poetas canarios Bartolomé Cairasco de Figueroa y Antonio de Viana.